# Georges Serano
Georges Serano, né le 1er avril 1913 à Marseille et mort le 2 janvier 1988 dans la même ville, est un syndicaliste, résistant, journaliste, et adjoint au maire de Marseille qui a joué un rôle important lors de l'affaire Henri Martin, de la guerre civile espagnole puis de la longue grève de 1949-1950 contre la guerre d'Indochine en tant que secrétaire du syndicat des marins autonome, puis CGT, et ensuite celui des dockers de Marseille.

## Biographie

### Famille et jeunesse
Né le 1er avril 1913 à Marseille (Bouches-du-Rhône), Georges Serano a quitté l’école primaire à 11 ans pour devenir vendeur de journaux, puis garçon de course et enfin marin sur les lignes des paquebots en Méditerranée et sur l'Atlantique.

### Front populaire
Au moment des grèves de juin 1936, il œuvra au renforcement de la section des marins communistes  dont il fut le secrétaire, et qui passent le cap d'un millier d’adhérents puis organisa le premier transport clandestin d’armes à destination de l’Espagne républicaine lors de la guerre civile espagnole, ce qui lui vaut d'être condamné à quinze jours de prison pour « faux et usage de faux ».

### Guerre civile espagnole
En 1937, il organise la livraison des armes de nuit entre Leucate et Port-Bou, sur des vedettes rapides et l’évacuation de réfugiés de Malaga et organise en janvier 1939 la scission syndicale de la minorité communiste des Inscrits maritimes, en tant que secrétaire de la section des marins de commerce. Journaliste occasionnel, il écrivit dans les colonnes du quotidien communiste régional Rouge-Midi.

### Seconde Guerre mondiale
Au début de la Seconde Guerre mondiale après avoir tenté de réorganiser les marins communistes, il s’évada et participa à la résistance communiste. Coincé en Indochine en décembre 1941, il avait été capturé par Japonais à Hanoï en mars 1945, alors qu'il militait dans un réseau de résistance anti-japonais, puis avait réussi à s'évader en août et à créer, après la proclamation de l'indépendance au Viêt Nam, une cellule du PCF. Il avait dans la foulée recherché, sans succès une audience avec Ho Chi Minh et participé à la création en octobre 1945 de la revue locale Lendemains, parue pendant dix mois, en solidarité avec la création du Parti communiste indochinois.

### Mairie de Marseille
À la Libération en France, il est élu secrétaire du syndicat des marins, où les communistes sont majoritaires et par ailleurs conseiller municipal de Marseille sur la liste d'union de la gauche constituée fin 1946 et menée par le leader régional du PCF François Billoux. Le nouveau maire communiste  Jean Cristofol en fait son 3e adjoint jusqu’en octobre 1947.

### Guerre d'Indochine
Pendant la guerre d'Indochine, les effectifs du corps expéditionnaire français en Indochine augmentent de plus de 50% au cours des années 1948 et 1949, atteindre 167 000 hommes au 1er janvier 1950, surtout expédiés au départ du port de Marseille, où opère George Serano: 59 navires en provenance d’Indochine y arrivent entre le 1er janvier 1949 et le 18 avril 1950. Dans La Marseillaise, du 22 au 27 mai 1949, le journaliste Robert Dubrou prédit déjà que des bombardiers porteurs d’armes nucléaires décolleront bientôt des bases militaires bordant l'étang de Berre, pour attaquer « le pays de Stalingrad ».
En juin 1949 à Oran, un congrès de la CGT locale vote la mise en application des décisions du congrès mondial des partisans de la paix via une résolution déclarant la « solidarité fraternelle avec le peuple vietnamien en lutte pour sa liberté » des 1750 à 2500 dockers d'Oran, qui refusent dès l’été 1949, de charger sur les navires le matériel de guerre. Le port d'Oran était alors considéré comme « le poumon économique de l’Ouest algérien » ,. Le mouvement fait tâche d'huile en Provence, avec les nombreux grévistes de Port-de-Bouc, malgré un succès mitigé, sans aucun soutien de la direction du PCF et dès le 24 août 1949 la CGT de Marseille lui consacre une journée départementale de soutien.
Les revendications salariales s’ajoutent à partir de l'hiver 1949-1950 et le 2 janvier 1950, les dockers d’Oran demandent à l’Union des syndicats confédérés d’Oranie (USCO) de coordonner l’action contre la guerre coloniale.
Peu après, de l'autre côté des liaisons méditerranéennes régulières, le mouvement gagne Marseille, où la presse quotidienne communiste, La Marseillaise et Midi-Soir, informent les 27 et 28 décembre 1949 que le navire Pasteur, symbole de la guerre en Extrême-Orient car capable de convoyer à lui seul 3 000 hommes, repartira bientôt  avec un nouveau contingent ».
Le 9 janvier 1950 à Marseille, Goerges Serano organise une assemblée générale à bord du navire de guerre de la Marine nationale, le Pasteur, au cours de laquelle est décidée une grève de 48 heures par 130 salariés dont un quart sont des métallurgistes de la SPCN en mission pour des réparations à bord, en solidarité avec les Indochinois, qui résistèrent autrefois à l’invasion des Japonais. Le même jour, les deux quotidiens régionaux du PCF annoncent une manifestation le lendemain contre l'appareillage du navire.
Le lendemain, les réquisitions de l'équipage annoncées par le gouvernement sont refusées par la majorité du personnel du restaurant et pratiquement tous les marins des machines et du pont ce qui entraîne l’immobilisation du navire. Cette opération entraîne l'arrestation de Georges Serano par les CRS de garde mais aussi l'évacuation du pont des machines par 120 gardes mobiles, gendarmes et gendarmes maritimes le surlendemain.
D'autres navires sont signalés aussi par la presse communiste comme partant les 17 janvier, 18 et 22 février 1950 avec chacun plusieurs centaines de militaires.

### Affaire Henri Martin
George Serano est ensuite poursuivi en justice lors de l'affaire Henri Martin de 1951 et 1952. Un autre marin de la CGT, Henri Martin, est arrêté par la police militaire le 14 mars 1950, en pleine grève de 1949-1950 contre la guerre d'Indochine et son procès s’ouvre à Toulon le 17 octobre 1950 car il  est accusé de complicité de sabotage et de participation à une entreprise de démoralisation de l’armée par distribution de tracts, puis lourdement condamné.